# Социален живот
„Социален живот“ (на английски: Café Society) е американска романтична драма от 2016 г. на режисьора Уди Алън.

## Сюжет
Годината е 1930. Боби е млад нюйоркски евреин, който се задушава да живее с родителите си отива в Холивуд. За да си намери работа, разчита на подкрепата на чичо си Фил, който е престижен актьор. Боби се влюбва в секретарката на чичо му – Вони – без да знае, че тя му е любовница. Въпреки това той постепенно успява да я съблазни. И двамата не се интересуват от шикозния и повърхностен живот на Холивуд. Боби иска да я заведе в Ню Йорк, за да създадат семейство. Но Вони избира да се ожени за чичото, който със своето положение ѝ предлага сигурност. Боби се връща при родителите си. В свободното си време започва работа при брат си, който е гангстер. Техният шикозен нощен клуб процъфтява и събира елита на Ню Йорк. Боби се запознава с Вероника и се жени за нея. Става богат, но когато Вони посещава неговия клуб под ръка със съпруга си, между старите любовници се появява страстта, която никога не е изчезнала. Но за съжаление са направени непоправими избори.

## В ролите
| Изпълнител      | Роля                  |
| --------------- | --------------------- |
| Джеси Айзенбърг | Боби Дорфман          |
| Кристен Стюарт  | Вони (Вероника)       |
| Стийв Карел     | Фил                   |
| Блейк Лайвли    | Вероника              |
| Паркър Поузи    | Ред                   |
| Кори Стол       | Бен, брат на Боби     |
| Пол Шнайдер     | Стив, мъж на Ред      |
| Анна Кмп        | Кенди                 |
| Джини Берлин    | Роз, майката на Боби  |
| Кен Стот        | Марти, бащата на Боби |